# Миндлин, Иосиф Михайлович
Иосиф Михайлович Миндлин (1894, Витебск — 19 мая 1959, Одесса) — советский театральный актёр, режиссёр.

## Биография
С 1915 года был артистом еврейских театральных коллективов. В 1917 — организатор и руководитель Еврейского рабочего театра в Витебске. В 1919 году учился в театральной студии в Москве.
С 1920 — худ. руководитель и актёр ГОСЕТа в Витебске.
В 1923—1926 — актёр и режиссёр передвижного еврейского театра комедии и драмы под руководством И. И. Брандеско.
В 1926—1929 — худ. руководитель и актёр коллективов еврейских артистов, в том числе одесского, актёр Одесской кинофабрики ВУФКУ.
С 1929 — актёр, режиссёр Киевского ГОСЕТа.
С 1930 — актёр, режиссёр минского передвижного театра «Ройтер факел» («Красный факел»), затем Винницкого ГОСЕТа.
С 1932 — худ. руководитель Еврейского театра Западного облоно.
С 1933 — актёр Харьковского ГОСЕТа.
С 1935 — художественный руководитель и режиссёр Первого государственного еврейского театра Украины в Баку.
С конца 1939 — режиссёр и актёр Еврейского областного театра в Белостоке (Белостокский ГОСЕТ).
С 1942 — режиссёр и актёр, затем главный режиссёр и художественный руководитель Одесско-Харьковского ГОСЕТа (Самарканд, Ташкент).
С 1948 по 1949 — режиссёр и актёр, затем главный режиссёр Одесского еврейского передвижного театра (филиала Театра им. Шолом-Алейхема).
Уволен в связи с ликвидацией театра. После ликвидации театра был репрессирован: арестован и 19 мая 1951 года приговорён к 10 годам исправительно-трудовых лагерей. Срок отбывал в Иркутской области. Освобождён из-под стражи 30 ноября 1954, однако вернуться в Одессу смог лишь в середине 1955. После заключения пошёл работать по специальности, которую приобрёл в далёкой молодости — портным. Реабилитирован в 1989.

## Семья
- Жена — Нина Миндлина.
  - Дочь — актриса Одесского еврейского театра Р. И. Гомберг.
  - Сын — актёр Одесского еврейского театра Пётр Миндлин. Невестка — актриса Московского ГОСЕТа и Одесского еврейского театра Ревекка (Рита) Фаустовна Гендлин (её сестра, певица и музыкальный педагог Эсфирь Фаустовна Гендлин, жена скрипача М. М. Гольдштейна и эстрадного артиста, конферансье А. А. Олицкого, мать концертмейстера В. М. Ерохиной).
    - Внук — Фауст Петрович Миндлин (род. 1951), артист Одесского государственного театра кукол (1977—2005) и Одесского театра юного зрителя, выпускник ЛГИТМиК[1].

## Фильмография
- 1927 — Леон Кутюрье (Рассказ о простой вещи, Совкино), по мотивам рассказа Б. А. Лавренёва «Рассказ о простой вещи».
- 1928 — Глаза, которые видели (Мотеле Шпиндлер; Мотеле-идеалист; Наивный портной, ВУФКУ — Одесса), режиссёр Владимир Вильнер по сценарию Соломона Лазурина.
- 1930 — Пять невест (ВУФКУ — Одесса), режиссёр Александр Соловьёв по сценарию Давида Марьяна.